# Pcheng Čen
Pcheng Čen (čínsky pchin-jinem Péng Zhēn, znaky 彭真; 12. října 1902 Čchü-wo – 26. dubna 1997 Peking) byl vedoucím členem Komunistické strany Číny.  
Narodil se na venkově v jižní části provincie Šan-si, okrese Čchü-wo. Ve svých 21 letech vstoupil do Komunistické strany Číny, dva roky po jejím založení v roce 1923.  Vedl protivládní protesty mezi dělníky a studenty v několika městech severní Číny až do jeho zatčení v roce 1929. I během jeho šesti let ve vězení pokračoval v ilegálních politických aktivitách.
Když Japonsko napadlo Čínu v roce 1937, Pcheng Čen převzal vedoucí roli při plánování hnutí odporu proti japonským invazním jednotkám na severu. O čtyři roky později se připojil k Mao Ce-tungovi a dalším vrchním představitelům strany v Jen-anu. Těsně před kapitulací Japonska v roce 1945 byl povýšen do politbyra. Po osvobození Pekingu od nacionalistů v roce 1949 zastával místo 1. tajemníka pekingského výboru KS Číny. O dva roky později se stal starostou Pekingu.
Na Konferenci 7000, která se konala v lednu až únoru 1962, se Pcheng Čen jako jediný z politiků nerozpakoval označit Mao Ce-tunga jako hlavního viníka tragédií Velkého skoku. Mao mu to nezapomněl a v roce 1966 se stal jednou z prvních obětí Kulturní revoluce.
Pchen Čen strávil Kulturní revoluci na venkově a do Pekingu se vrátil až dva roky po Maově smrti, kdy byl v roce 1978 rehabilitován Teng Siao-pchingem. Vypracoval první trestní zákoník, který byl v roce 1979 přijat. O rok později se stal tajemníkem politických a zákonných záležitostí komise Ústředního výboru KS Číny. V roce 1983 byl poté jmenován předsedou Stálého výboru 6. Všečínského shromáždění lidových zástupců. Byl členem politbyra ÚV KS Číny až do roku 1988, kdy odešel do důchodu. I přesto podporoval ústřední vládu až do své smrti. Zemřel 26. dubna 1997, dva měsíce po smrti Teng Siao-pchinga.